# Waterbury Lake
Waterbury Lake är en sjö i Kanada.   Den ligger i provinsen Saskatchewan, i den centrala delen av landet, 2 400 km nordväst om huvudstaden Ottawa. Waterbury Lake ligger 452 meter över havet. Arean är 166 kvadratkilometer. Den sträcker sig 28,4 kilometer i nord-sydlig riktning, och 20,7 kilometer i öst-västlig riktning.
Trakten runt Waterbury Lake är nära nog obefolkad, med mindre än två invånare per kvadratkilometer.